# Ambanja
Ambanja är en stad och kommun i regionen Diana i den norra delen av Madagaskar. Kommunen hade 60 321 invånare vid folkräkningen 2018, på en yta av 80,94 km². Den ligger vid floden Sambirano, cirka 590 kilometer norr om Antananarivo. Majoriteten av invånarna är jordbrukare.